# Liu Xianying
Liu Xianying (en chino: 刘 显英; Ji'an, 8 de julio de 1977) es una deportista china que compitió en biatlón. Ganó una medalla de plata en el Campeonato Mundial de Biatlón de 2005, en la prueba de 10 km persecución.
Participó en cuatro Juegos Olímpicos de Invierno, entre los años 1998 y 2010, ocupando en Nagano 1998 el séptimo lugar en el relevo femenino y en Turín 2006 el séptimo lugar en la prueba de salida en grupo.

## Palmarés internacional
| Campeonato Mundial | Campeonato Mundial   | Campeonato Mundial | Campeonato Mundial |
| Año                | Lugar                | Medalla            | Prueba             |
| ------------------ | -------------------- | ------------------ | ------------------ |
| 2005               | Hochfilzen (Austria) | Medalla de plata   | Persecución        |